# Jean-Frédéric Schnyder
Jean-Frédéric Schnyder (* 16. Mai 1945 in Basel) ist ein Schweizer Maler, Grafiker, Fotograf, Objekt- und Installationskünstler und Konzeptkünstler. Er lebt seit 1996 in Zug.

## Leben und Werk
Jean-Frédéric Schnyder wuchs im Waisenhaus von Bern auf. In den Jahren von 1962 bis 1965 absolvierte er eine Lehre als Fotograf in Wengen.
Ab dem Jahr 1966 schuf er erste künstlerische Arbeiten, die als Objektkunst in der Nähe der Pop Art anzusiedeln waren. Im Jahr 1969 lädt ihn Harald Szeemann zur Teilnahme an der Ausstellung When Attitudes Become Form in der Kunsthalle Bern ein. Ab dem Jahr 1970 beschäftigte sich Schnyder mit Ölmalerei und konzeptueller Kunst. Im Jahr 1972 war er mit einigen Objekten Teilnehmer der Documenta 5 in Kassel in der Abteilung Individuelle Mythologien. Er war auch auf der Documenta 7 im Jahr 1982 als Künstler vertreten.
Jean-Frédéric Schnyder hatte wichtige Einzelausstellungen im Jahr 1987 in der Kunsthalle Basel, 1992 im Kunstmuseum Bern und im Aargauer Kunsthaus Aarau. Im Jahr 1993 vertrat Schnyder die Schweiz auf der Biennale von Venedig.
Als Künstler ist Jean-Frédéric Schnyder ein Autodidakt. Sein Werk, seine Medien und Themen sind vielfältig. Als Maler war er in den Bereichen zwischen Realismus, Symbolismus und abstrakter Farbfeldmalerei tätig. Er schuf auch Plastiken aus Ton, Metall und Holz und Objekte aus verschiedensten Materialien wie Legobausteinen oder Kaugummi. Schnyders Kunst geht oft eine Gratwanderung zwischen Humor, Kitsch und einer Persiflage auf die herkömmliche Kunstwelt.

## Ausstellungen
- 2007: Jean-Frédéric Schnyder, Museum für Gegenwartskunst (Basel), Kunstmuseum Basel